# 津岛佳男
津岛佳男（日语：／ Tsushima Yoshio）是日本陆上自卫队军官，曾任驻芬兰防卫驻在官。现任陆自关西补给处副处长（1等陆佐衔）。

## 生平
1992年3月，津岛毕业于防卫大学校（36期）。同年10月，进入陆自第1后方支援连队补给队服役。1996年4月，进入防大理工学研究科学习，攻读工学硕士学位。2000年8月，进入陆上自卫队干部学校修读指挥幕僚课程（CGS）。2004年4月，在陆上幕僚监部装备部后方计划班服役。
2007年3月，任陆自第3后方支援连队补给队长（2等陆佐衔）。2008年8月，调入统合幕僚监部防卫计划部防卫班。2010年8月，转入陆幕运用支援情报部。2011年6月，任驻芬兰防卫驻在官（1等陆佐衔）。
2014年9月，回国任陆自东部方面总监部装备部军需课长，后任陆自研究本部研究员。2016年12月1日，任第1后方支援连队长。2018年3月23日，转任陆上自卫队需品学校教育部长。2020年8月1日，升任需品学校副校长兼企划室长。
2022年3月14日，调任陆自关西补给处副处长。

## 荣誉

### 外国勋章奖章
- 芬兰雄狮指挥官勋章（芬兰，2014年5月20日公布[6]）